# 매지널 프린스 ~월계수의 왕자들~
《마지널 프린스 ~월계수의 왕자들~》(マージナルプリンス〜月桂樹の王子達〜)는 NTT 도코모의 i-mode로 2005년 8월 15일부터 전달되고 있는 첫 휴대 특화형 여성취향 연애 시뮬레이션 게임에서 2006년 2월부터는 au의 EZWeb에서도 전달이 개시되고 있다.

## 게임의 내용
플레이어의 남동생인 유우타는 아는 사람의 추천으로 전 기숙사 제의 성알폰소 학원에 유학하게 되었다. 거기는 성알폰소섬으로 불리는 섬에 있어, 주위를 월계수의 숲에서 둘러싸여 있기 때문에, 도민에게서는 「월계수의 관」이라고 불리고 있다. 학원의 부지는 특별 자연 보호구가 되고 있어 관계자 이외는 출입 금지.한층 더 시큐러티가 확실히 하고 있는 것부터, 학원은 전 세계의 이유 있어 학생들이 모이는 피난소의 역할도 담당하고 있다. 학생들은 각각의 핫 라인을 가지고 있고, 시마우치까지 전파는 도착하지만 휴대 전화를 가지지 않고, 따라서 휴대 전화를 가지고 있는 것은 플레이어의 남동생인 유우타 뿐이다, 라고 하는 설정. 전화를 건 플레이어에 대해, 유우타는 화상 전화 기능 내장의 휴대 전화를 통해 유학처의 학생들을 소개한다. 남동생의 휴대 전화와 통해 그들과 사이가 좋아져, 사랑의 메시지나 러브송을 겟트 하는 것을 목적으로 하고 있다.

## 게임 시스템
유우타의 휴대 전화를 개입시켜, 플레이어와 캐릭터와의 회화가 선택사항 형식에 진행되는 것으로 스토리는 전개해 가지만, 가끔 플레이어와의 회화가 아니고, 캐릭터끼리의 회화를 듣는다고 하는 형태로 진행되기도 한다. 회화로의 선택사항에 의해서 손에 들어 오는 착신 보이스는 달라, 연애 포인트로 불리는 호감도도 바뀐다. 또 현실의 시기에 맞춘 이벤트도 준비되어 특별한 기다려나 착신 보이스가 손에 들어 온다고 하는 궁리도 이루어지고 있다. 그리고 이 게임의 최대의 특징은, 휴대 전화라고 하는 형태가 가질 수 있는 특성을 최대한으로 살리고 있는 점에 있다. 캐릭터로부터 플레이어의 휴대폰에 전화가 걸려 오거나(시간대는 미리 설정할 수 있다), 전화 NTT 커뮤니케이션의 음성인식 시스템을 이용하는 것으로, 쌍방의 회화를 가능한 한 실현되고 있다. 그렇게 말한 의미에서는 새롭고 획기적인 휴대 게임이다.